# Личко поље
Личко поље је крашко поље у Лици, у подножју Велебита, у Хрватској. Захвата површину од око 465 km² и пружа се правцем северозапад-југоисток, на надморској висини од 565–590 m. Његова максимална дужина износи 38 km, а ширина 18,5 km. Ово поље може се поделити на пет мањих поља: Липово, Косињско, Пазаришко, Брезово и Госпићко.
У средишту Личког поља налази се неколико усамљених хумова – Отеж (745 м), Дебељак (882 м), Зир (852 м) и др, а од утицаја мора и околине, штите га планине Велебит, Вучјак, Стара и Троврх.
Пољем теку две значајније реке — Лика и Ричина. Обе нестају у понорима подно Велебита. Поплаве у пољу су ретке и јављају се након топљења снега и јаких киша. 
Становништво се бави ратарством (кромпир и др.) и сточарством. Кроз поље пролази пут који повезује Карловац, Госпић и Карлобаг, затим локални пут Госпић - Грачац и личка железничка пруга. Највеће насеље је Госпић.